# Byglandsfjorden
Byglandsfjorden is een langgerekt en smal meer gelegen in de gemeenten Bygland en Evje og Hornnes in het Setesdal in de provincie Agder in Noorwegen. Het behoort tot het stroomgebied van de rivier de Otra.
Ose ligt in het noorden, Bygland ligt in het midden en Vassenden bij de plaats Byglandsfjord ligt in het zuiden aan het meer. De Riksvei 9 loopt langs het meer.

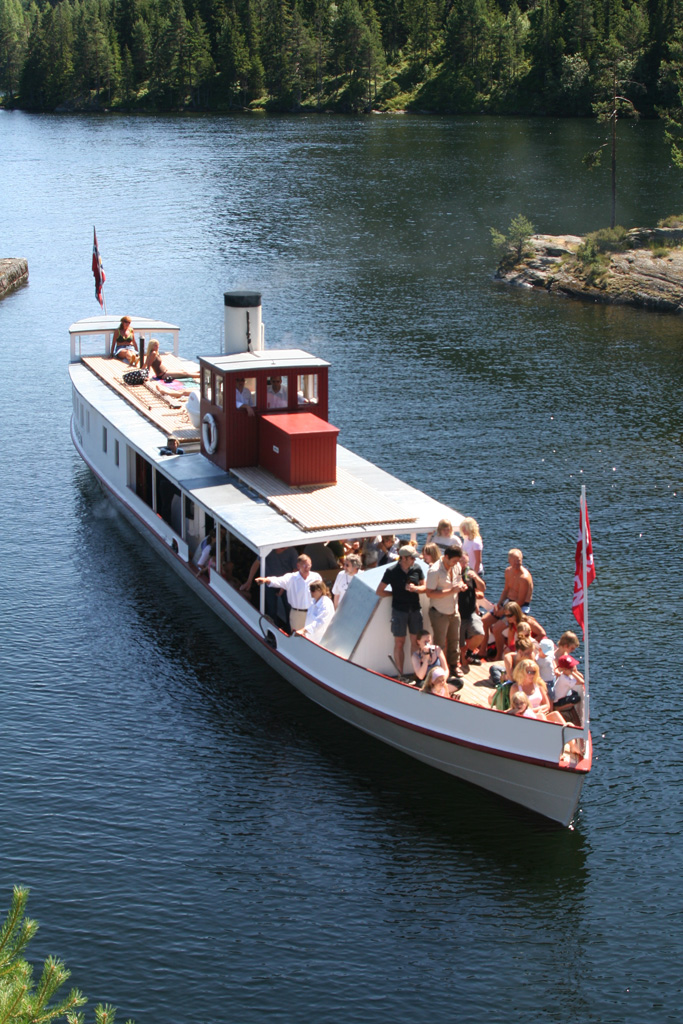
SS Bjoren op de Byglandsfjord